# Chụp ảnh cưới
Chụp ảnh cưới là chụp ảnh các hoạt động liên quan đến lễ cưới. Bao gồm các bức ảnh của các cặp vợ chồng trước khi kết hôn, cũng như các hoạt động trong lễ cưới như ăn cỗ, tổ chức lễ… Chụp ảnh cưới là các nỗ lực về công nghệ cũng như nỗ lực của các studio và các nhiếp ảnh gia độc lập.

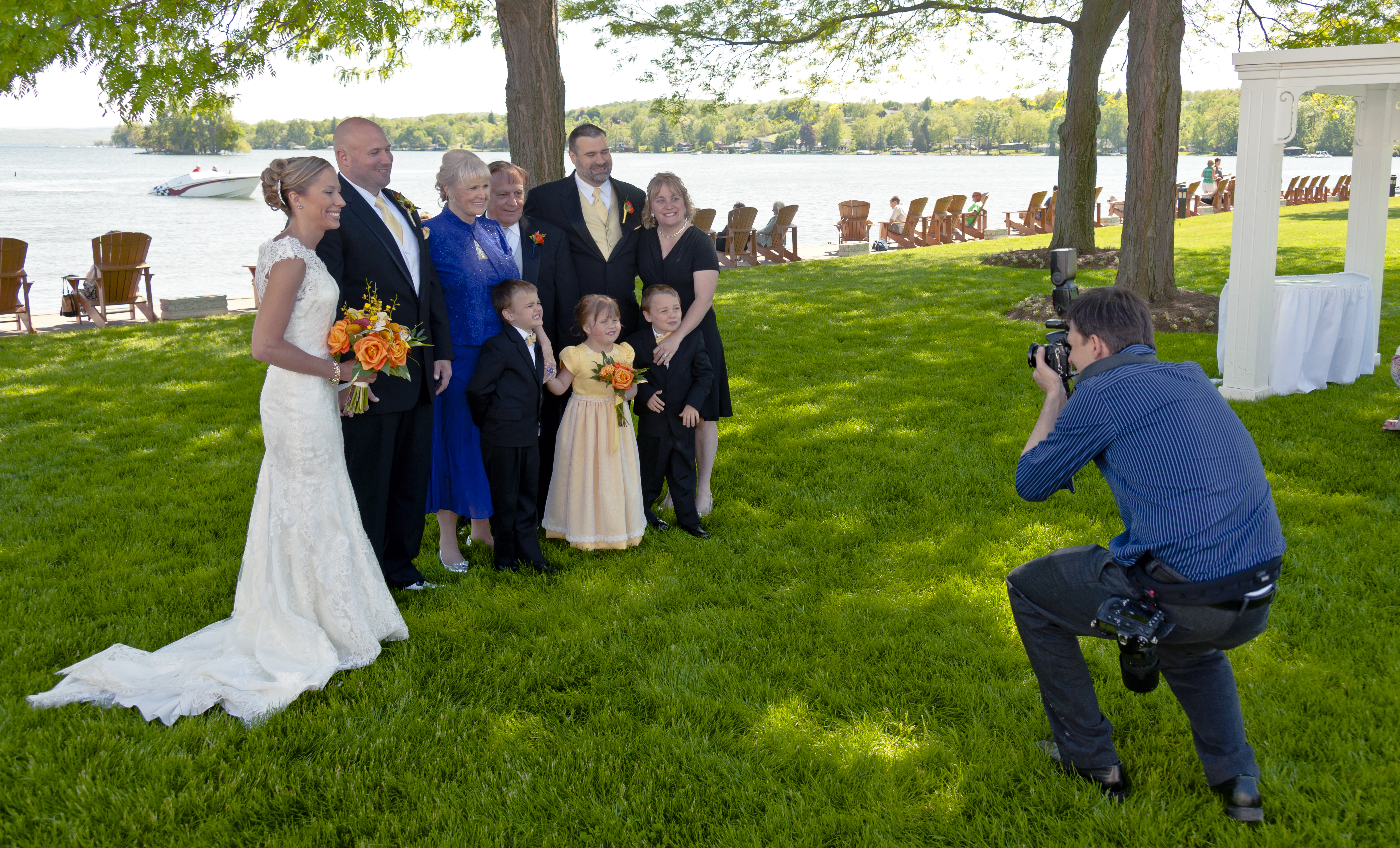
Một nhiếp ảnh gia chụp ảnh đám cưới của cô dâu, chú rể và gia đình nhà trai.

## Lịch sử

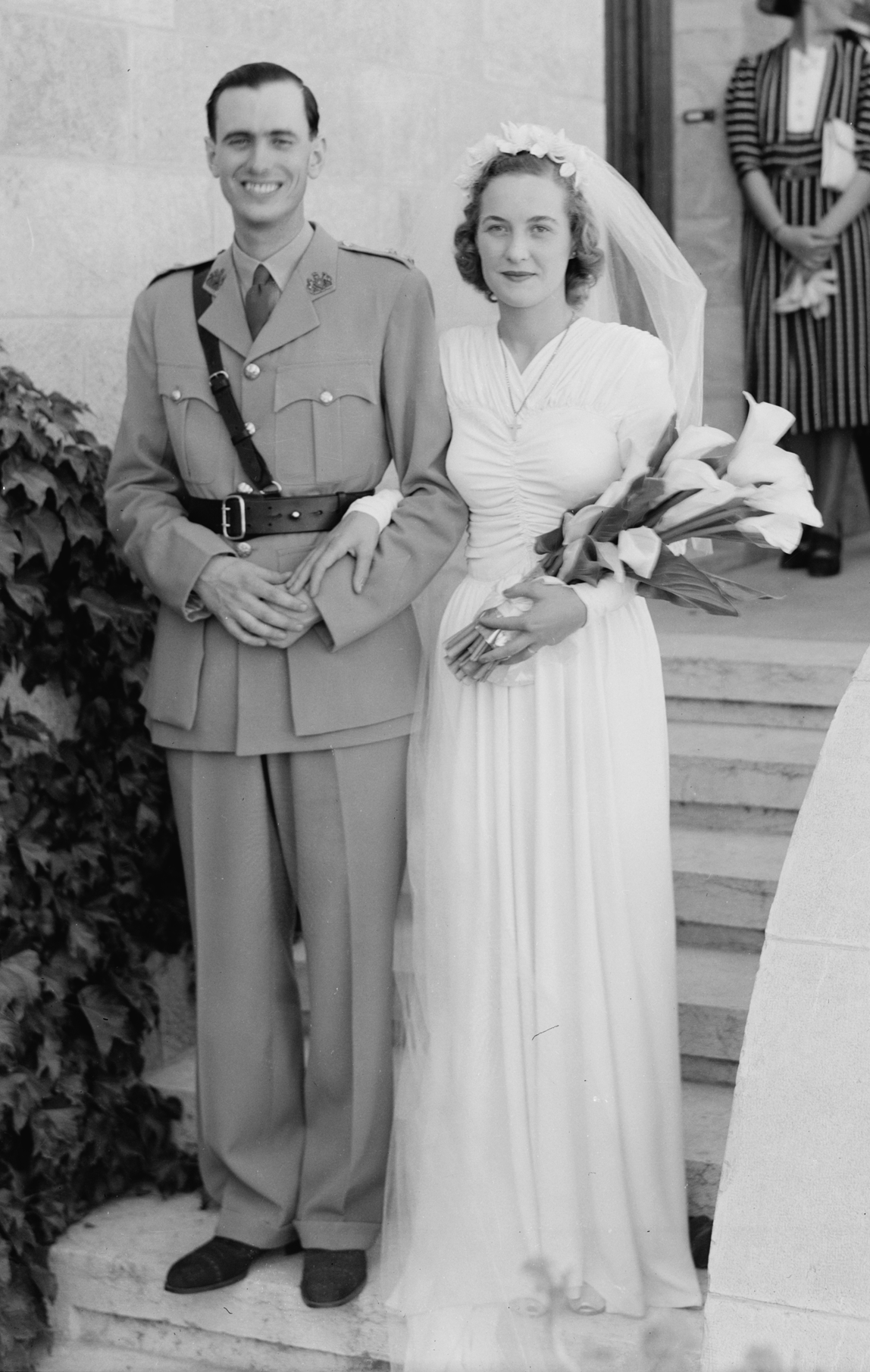
Đám cưới năm 1942 - với cô dâu mặc áo dài trắng truyền thống.

Giống như các công nghệ chụp tương tự, chụp ảnh cưới đã phát triển và trưởng thành kể từ khi phát minh ra hình thức nghệ thuật nhiếp ảnh bởi Joseph Nicéphore Niépce. Thực tế, bức ảnh cưới được ghi lại đầu tiên 14 năm sau đó, có thể là một máy ảnh giải trí trong đám cưới năm 1840 của Nữ hoàng Victoria Prince Albert. Cho đến nửa sau của thế kỷ 19, hầu hết mọi người đã không đặt ra hình ảnh đám cưới chính thức trong các đám cưới. Thay vào đó, họ có thể đặt ra cho một bức ảnh chính thức trong bộ quần áo đẹp của họ trước khi hoặc sau khi tổ chức đám cưới. Trong những năm cuối thập niên 1860, nhiều cặp vợ chồng bắt đầu đặt ra với trang phục cưới của họ hoặc đôi khi thuê một nhiếp ảnh gia đến thực hiện chụp ảnh cưới.
Do tính chất của các thiết bị và các vấn đề cồng kềnh, chụp ảnh cưới phần lớn được đặt trong một phòng chụp cho hầu hết đám cưới những năm cuối thế kỷ 19. Theo thời gian, công nghệ được cải thiện, nhưng nhiều cặp vợ chồng vẫn chỉ có thể đặt ra cho bức ảnh một chân dung cưới duy nhất. Album cưới bắt đầu trở nên phổ biến hơn đối với những năm 1880, và các nhiếp ảnh gia đôi khi chụp cả bữa tiệc cưới trong những bức ảnh.

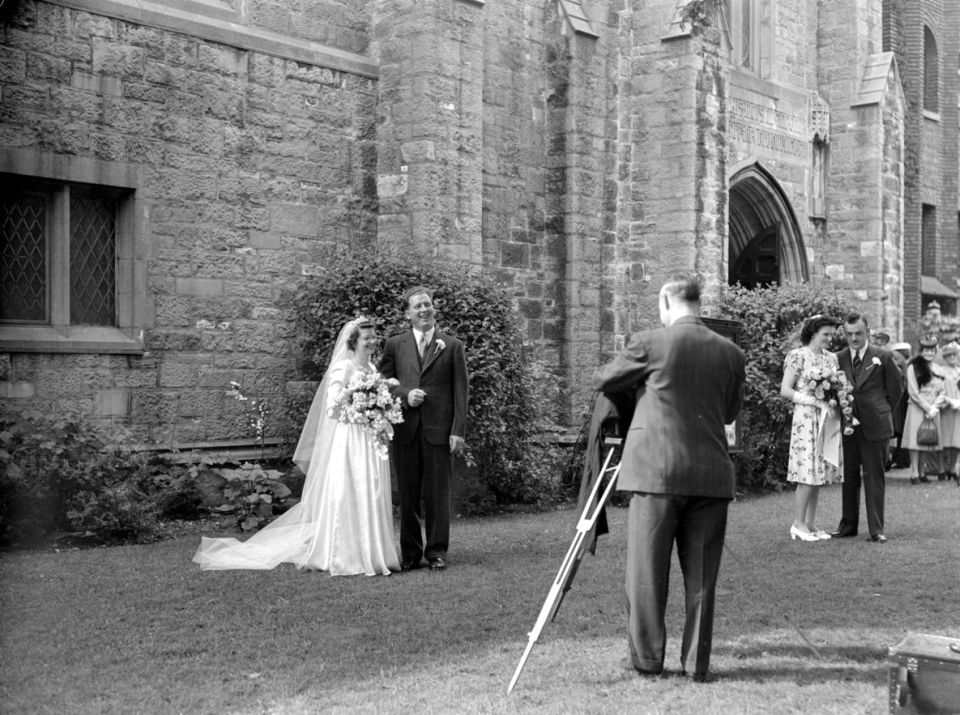
Một cặp vợ chồng mới cưới đứng trước nhà thờ cùng nhiếp ảnh gia chụp đám cưới, Westmount, Montreal, 1945

Vào đầu thế kỷ 20, công nghệ chụp ảnh đã cho phép chụp ảnh màu, nhưng vẫn còn nhiều vấn đề và đắt tiền, do vậy, chụp ảnh đám cưới cổ điển vẫn chủ yếu là ảnh đen trắng. Khái niệm về chụp ảnh phóng sự cưới ra đời sau khi chiến tranh thế giới thứ hai. Sử dụng công nghệ cuộn phim và kỹ thuật ánh sáng cải tiến sản xuất với những phát minh của các công ty thiết bị ánh sáng flash. Thực tế mà nói, những bức ảnh thời điểm này chất lượng thấp là bình thường, nhưng cuộc cạnh tranh đã khiến các Studio ra đời và đảm nhận vị trí của họ.
Ban đầu, studio chụp ảnh cưới chuyên nghiệp có thể mang đến đám cưới rất nhiều thiết bị cồng kềnh, do đó hạn chế khả năng của họ để ghi lại toàn bộ sự kiện cưới. Trong những năm 1970, các phương pháp tiếp cận hiện đại hơn để ghi lại toàn bộ sự kiện đám cưới bắt đầu phát triển vào thực tế như chúng ta biết ngày hôm nay.

## Công nghệ
Trong thời kỳ sử dụng máy cuộn phim, nhiếp ảnh gia ưa chuộng định dạng máy ảnh màu sắc âm cực, đặc biệt là của Hasselblad. Ngày nay, nhiều lễ cưới được chụp ảnh với máy ảnh SLR kỹ thuật số. Máy ảnh kỹ thuật số với sự tiện lợi cho phép phát hiện các ánh sáng lỗi và cho phép tiếp cận ánh sáng nhân tạo.
Mặc dù giảm bớt sử dụng phim, một số nhiếp ảnh gia vẫn bấm máy với phim cuộn bởi họ thích sự thẩm mỹ phim đem lại, vài người có quan điểm rằng phim âm cực ghi nhiều thông tin hơn so với công nghệ kỹ thuật số. Điều này là đúng trong một số trường hợp, cần lưu ý rằng việc bề rộng phơi sáng vốn có trong bản của máy ảnh RAW (cho phép phơi sáng sâu hơn so với JPEG) các nhà sản xuất. Tất cả các dạng RAW có một mức độ bề rộng phơi sáng vượt máy phim - chụp mà kỹ thuật số thường được so sánh.

## Phương pháp chụp

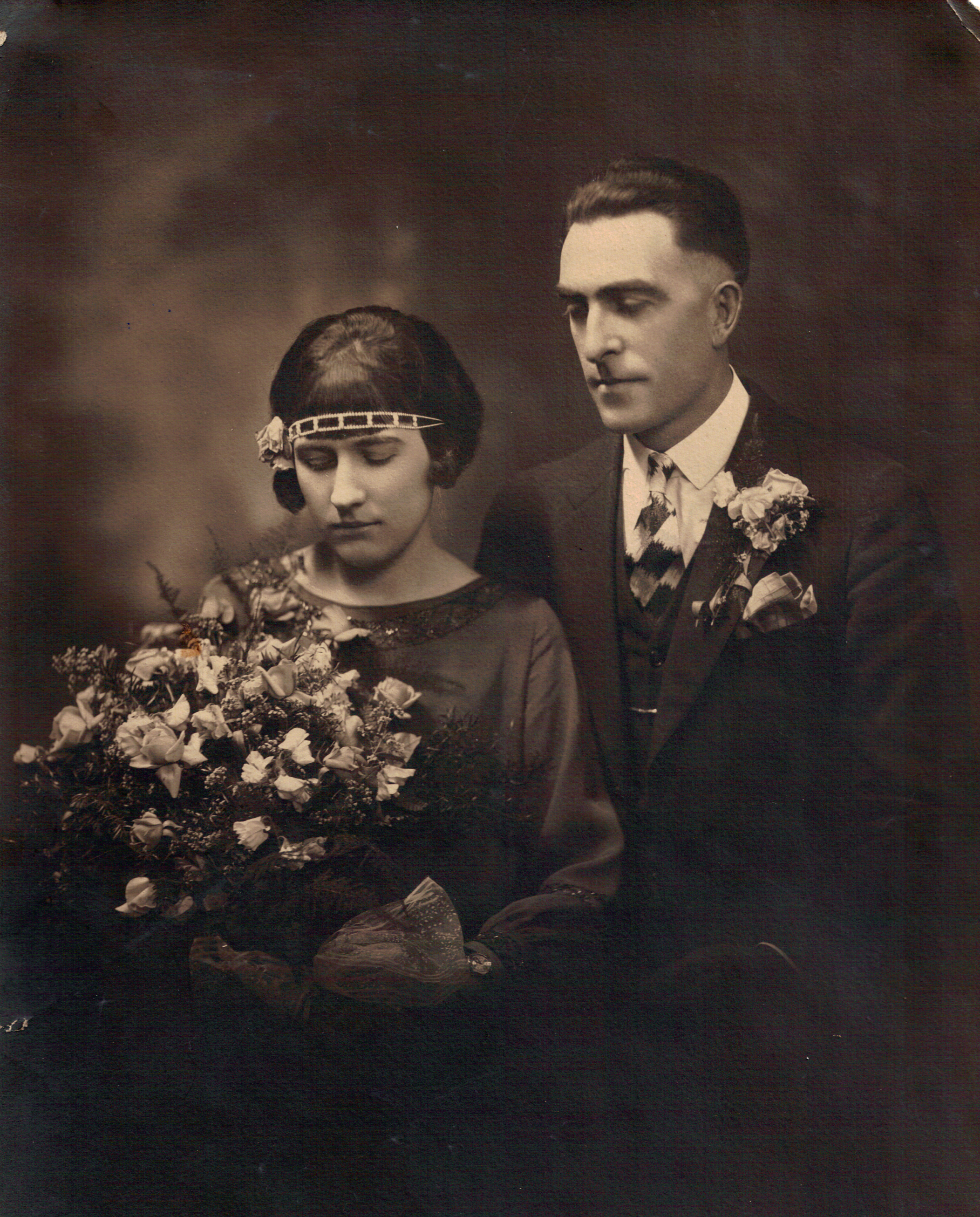
Một ảnh cưới khoảng năm 1926. Trong những ngày đầu chụp ảnh cưới, thường chỉ có vài tư thế chụp ảnh của 2 vợ chồng.

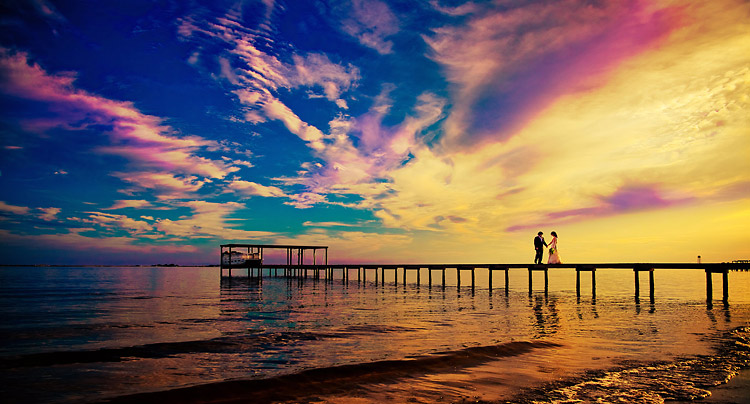
Cô dâu chú rể với cảnh hoàng hôn.

Cô dâu chú rể trong áo dài khăn đóng

Có 2 phương pháp được áp dụng hiện nay: Truyền thống và phóng sự. Phương pháp truyền thống cho hình ảnh cổ điển hơn và ít nhiều có sự kiểm soát ảnh chụp của các nhiếp ảnh gia. Chụp ảnh phóng sự là phong cách chụp biên tập mà không được báo trước, ít tương tác với các đối tượng chụp. Đây là 2 phong cách chụp ảnh phổ biến, các nhiếp ảnh gia đều rơi vào một trong 2 phong cách này.

## Album, bản in, các sản phẩm khác
Ảnh chụp cưới thường được xuất ra các dạng lưu trữ sau:
- Album: Đây là loại xuất hình phổ biến. Hiện nay công nghệ in ấn ngày càng phát triển, các cặp đôi sử dụng cuốn photobook để lưu giữ kỷ niệm với độ bền cao.
- Bản in: Định dạng file ảnh được in phóng ra các chất liệu như gỗ ép, giấy lụa…
- Đĩa DVD, ổ cứng, USB và các thiết bị tương tự: Một loại lưu trữ file gốc của ảnh.

## Nghề nghiệp

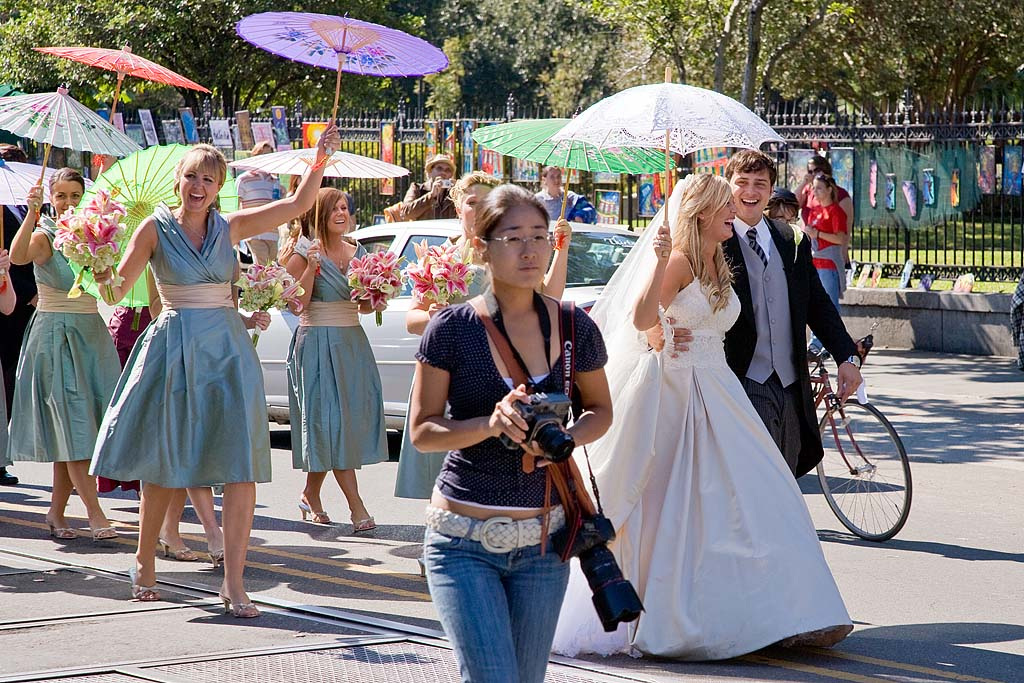
Chụp ảnh cưới tại Jackson Square, New Orleans, 2007

Ngành công nghiệp chụp ảnh cưới là nhà của một số tên tuổi trong ngành công nghiệp nhiếp ảnh, một số người trong số đó đã được liệt kê trong Top 10 nhiếp ảnh cưới của PopPhoto trong thế giới. Những con số này đại diện cho lịch sử của sự gia tăng nhiếp ảnh phóng sự đám cưới, thời trang, thời trang cao cấp theo phong cách chân dung, và tất cả các kỹ thuật số trong công việc.
Đám cưới là một sự kiện, các nhiếp ảnh gia phải được chuẩn bị sẵn sàng cho những bất ngờ. Chụp một đám cưới là mệt mỏi và các nhiếp ảnh gia tiếp thêm sinh lực bằng cách liên tục tìm kiếm các góc tốt và cơ hội cho những bức ảnh đẹp. Kế hoạch trước sự kiện này sẽ làm giảm bớt rất nhiều những áp lực liên quan đến chụp ảnh đám cưới. Khả năng phụ trách khéo léo cũng sẽ giúp - đặc biệt là khi chụp ảnh nhiều người hoặc gia đình. Có một danh sách thực thi với tất cả các bức ảnh dự kiến cũng là một công cụ hữu ích. Một nhiếp ảnh gia có thể làm việc với một người trợ lý có thể mang theo thiết bị, sắp xếp khách, và hỗ trợ điều chỉnh quần áo hoặc tổ chức các tư thế.
Một số nhiếp ảnh đám cưới có một văn phòng hoặc phòng chụp chuyên dụng. Tại các thành phố lớn, người ta có thể tìm thấy studio cưới chuyên dụng mà chỉ chụp đám cưới và có thể có các hãng lớn được trang bị với make-up, làm tóc và đã sẵn sàng váy cưới cho các cô dâu.

## Các tổ chức chuyên nghiệp
Các tổ chức như các nhiếp ảnh gia chuyên nghiệp của Mỹ (PPA), nhiếp ảnh gia chuyên nghiệp của Canada (PPOC), đám cưới và chân dung nhiếp ảnh quốc tế (WPPI) và Hiệp hội phóng viên ảnh cưới (WPJA) hỗ trợ nghệ thuật và kinh doanh của các nhiếp ảnh cưới. Tại Anh, các cơ quan quản lý chính của chụp ảnh cưới là Photographic Society (NPS), British Institute of Professional Nhiếp ảnh gia (BIPP), và Hiệp hội Nhiếp ảnh Master (MPA).
Các tiêu chuẩn và yêu cầu cho các tổ chức chuyên môn khác nhau, nhưng thành viên thường chỉ ra một nhiếp ảnh gia được bảo đảm. Tổ chức chuyên cung cấp đào tạo, cạnh tranh chuyên nghiệp, và hỗ trợ cho các thành viên, cũng như các dịch vụ thư mục để giúp marketing và tổ chức hội nghị.